# 터우펀시

터우펀 시의 위치

터우펀시(한국어: 두빈시, 중국어: 頭份市, 병음: Tóufèn Shì)는 중화민국 먀오리 현의 시이다. 넓이는 53.3205km2이고, 인구는 2015년 8월 기준으로 103,218명이다.

## 지리
터우펀 시는 먀오리 현의 북서부에 위치하고 서쪽은 주난 진, 남쪽은 짜오차오 향 및 싼완 향, 동쪽은 신주 현 어메이 향, 북쪽은 신주 시 및 신주 현 바오산 향이 위치하고 중강 계(中港渓)의 중류에 위치한다.

## 교통
- 국도 1호선
- 국도 3호선